# Navas de Jorquera
Navas de Jorquera község Spanyolországban, Albacete tartományban. Lakosainak száma 533 fő (2024).

## Földrajza
Navas de Jorquera Cenizate, Mahora, Madrigueras, Ledaña és Villagarcía del Llano községekkel határos.

## Népesség
A település lakosságának változását az alábbi diagram mutatja:
| Lakosok száma | 540  | 524  | 531  | 556  | 551  | 520  | 525  | 517  | 536  | 533  |
|               | 2001 | 2004 | 2006 | 2009 | 2011 | 2014 | 2016 | 2019 | 2021 | 2024 |